# Pere Joan Perpinyà
Pere Joan Perpinyà i Esclapez (Elx, 1530 - París, 28 d'octubre de 1566) fou un jesuïta, poeta, rètor i humanista valencià.

## Biografia
Es va graduar de batxiller en arts en l'Estudi General de València el 6 de juliol de 1547. A l'estiu de 1551, va ser admés en la Companyia de Jesús, junt amb el seu germà Lluís, dos anys major que ell, i tot seguit ingressà per al seu noviciat en el Col·legi de Coïmbra. Allí va coincidir amb Francesco Adorno, Manuel Álvares i Sebastián Morales, entre altres novicis, i aviat començà a destacar com a orador. El 1553 es traslladà a Lisboa, per ordre de Jeroni Nadal, per a impartir humanitats, i poc després a Évora, on ensenyà gramàtica durant dos anys. El 1555, fou l'encarregat de pronunciar el discurs inaugural del Col·legi d'Arts de Coïmbra, la gestió del qual havia cedit Joan III de Portugal a la Companyia de Jesús. Va ser també qui va compondre l'oració fúnebre per a les exèquies del príncep Lluís, germà del rei, i qui va fer el discurs laudatori en la festivitat per la canonització de santa Elisabet de Portugal en els tres anys següents. El 1561 fou cridat a Roma, amb alguns altres jesuïtes hispans com José de Acosta i Juan de Mariana, escollits pel pare Nadal a sol·licitud de Diego Laínez, per a cobrir la necessitat de professorat del Collegio Romano, i aquí Perpinyà ensenyà retòrica durant quatre anys. Bona mostra del prestigi extraordinari de què gaudí en la cort pontifícia és el fet que se li encomanara el 1562 el discurs inaugural del curs acadèmic, en presència d'autoritats com ara el cardenal Borromeo, el llegat del rei d'Espanya, i el mateix Pius IV, que fins i tot el dugué a predicar en la capella papal. El 1565, la Companyia el feu anar a França per contrarrestar amb la seua eloqüència l'expansió del luteranisme, que havia crescut durant la minoria d'edat de Carles IX, i allí pronuncià les seues darreres oracions, primer en el nou Col·legi acabat de fundar a Lió, on impartí Sagrada Escriptura, i finalment, l'any següent, a París, poc abans de la seua mort sobtada als trenta-sis anys.

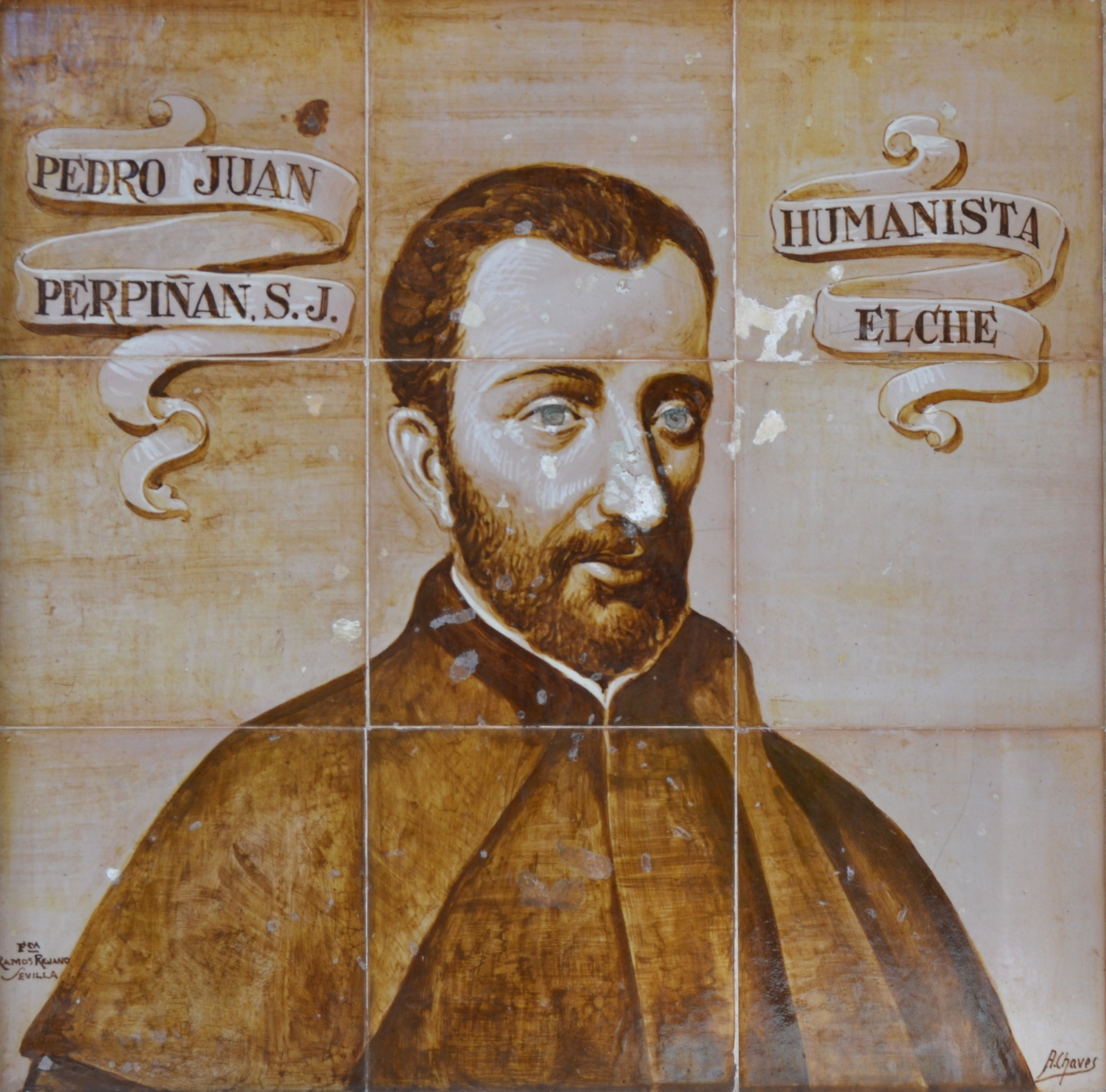
Pere Joan Perpinyà, en un plafó ceràmic a Alacant

## Posteritat
La seua fama ha perdurat fins avui, més pel ressò de l'opinió dels seus contemporanis que no pel de les seues obres, en gran part encara poc estudiades i accessibles. Molts intel·lectuals del seu temps, entre els quals les amistats que va fer i amb qui va col·laborar durant la seua estada a Roma: Marc Antoine Muret, Quinto Mario Corrado, Paolo Manuzio, Fulvio Cardulo, Bernardino Castori, Francesco Adorno, etc., feren grans elogis de la seua erudició i de la seua oratòria; el més repetidament recordat és aquest de Muret: «No hi ha ningú a qui es puga aplicar més justament el que Homer deia de Nèstor: que la seua eloqüència era més dolça que la mel.». En el segle xix, destaca per la seua ambivalència l'opinió de Menéndez Pelayo, que tot i confessar que solia recrear-se amb la seua lectura («halagados mis oídos por la corriente fácil y plácida de aquellos redondos períodos que con tanta anchura y por tan largos ámbitos y numerosos rodeos se dilatan»), trobava la seua oratòria «afeitada y bien compuesta, pero muelle, lánguida, perifrástica, verbosísima aun más que la de sus modelos, monótona casi siempre, y falta de precisión y de nervio».

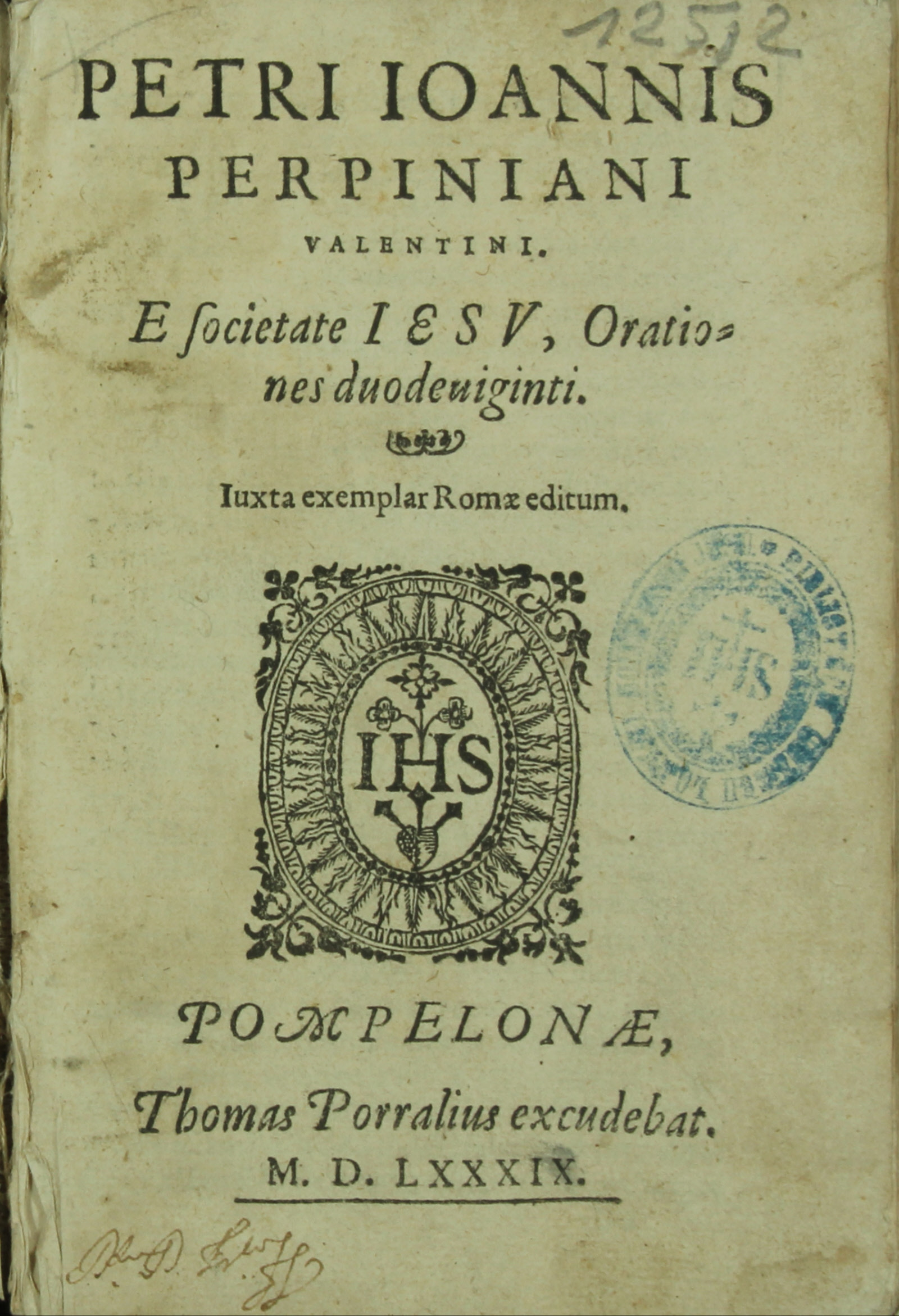
Orationes duodeviginti (Pamplona, 1589)

## Obres
Poesia
- Ecgloga Melibaeus

Discursos
- De Societatis Jesu Gymnasiis, ac de ejus doctrina ratione. Pronunciat a Coïmbra en presència del rei de Portugal Joan III l'1 d'octubre de 1555.
- Laudatio funebris Ludovici Lusitaniæ principis. Coïmbra, 1555.
- De Laudibus Sancta Elisabeth Regina Lusitaniæ, Orationes III. 1556, 1557, 1558.
- De Rhetorica discenda. A Roma, essent prefecte dels estudis de retòrica en les escoles de la Companyia, el 4 de novembre de 1561, en començar l'explicació dels llibres De retore de Ciceró.
- De Perfecta Doctoris Christiani forma. Roma, 1562.
- Ad Carolum Borromæum Cardinalem amplissimum & Franciscum Vargas Regis Philippi II. Legatum. Roma, 1562.
- De Deo Trino & Uno, & Ecclesia Consensione. En la capella papal, el dia de la Santíssima Trinitat del 1563, amb assistència de Pius IV.
- Ad eundem Pium IV Pontificem Max. El 31 de juliol de 1564, en presència del papa.
- De Avita dicendi laude recuperanda, ad Romanam juventutem. Roma, en començar a explicar l'Art Retòrica d'Aristòtil el 6 de novembre de 1564.
- De Retimenda veteri Religione, & falsa recentium Hæreticorum doctrina reficienda. Lió, en les Escoles Públiques de la Companyia.
- De eodem argumento ad Parisienses, Orationes V. A París, juny, juliol i agost de 1566.
- De divina, & humana Philosophia discenda. París, octubre de 1566.

Una part d'aquestes oracions s'imprimiren per primera vegada a Roma el 1565, i després les mateixes i altres en diverses ciutats: Colònia (1581, 1573, 1609, 1623), Roma (1588), Brescia (1589), Pamplona (1589), Dovay (1592), Lieja (1598), etc. El 1749, a Roma, els impressors Nicolò i Marco Palearini les reuniren totes en quatre toms, acompanyades de moltes llaors de diferents savis.